# Bolinha (calciatore 1990)
Luis Fernando Furtado de Oliveira, meglio noto come Bolinha (Viamão, 28 novembre 1990), è un ex calciatore brasiliano, di ruolo centrocampista.

## Carriera
Il 1º gennaio 2011 viene acquistato a titolo definitivo dalla squadra slovacca del Senica.

## Statistiche

### Presenze e reti nei club
Statistiche aggiornate al 10 maggio 2021.
| Stagione         | Squadra          | Campionato       | Campionato | Campionato | Coppe nazionali | Coppe nazionali | Coppe nazionali | Coppe continentali | Coppe continentali | Coppe continentali | Altre coppe | Altre coppe | Altre coppe | Totale | Totale |
| Stagione         | Squadra          | Comp             | Pres       | Reti       | Comp            | Pres            | Reti            | Comp               | Pres               | Reti               | Comp        | Pres        | Reti        | Pres   | Reti   |
| ---------------- | ---------------- | ---------------- | ---------- | ---------- | --------------- | --------------- | --------------- | ------------------ | ------------------ | ------------------ | ----------- | ----------- | ----------- | ------ | ------ |
| gen.-giu. 2011   | Senica           | SL               | 5          | 0          | CS              | 0               | 0               | -                  | -                  | -                  | -           | -           | -           | 5      | 0      |
| 2011-2012        | Senica           | SL               | 14         | 0          | CS              | 1               | 0               | -                  | -                  | -                  | -           | -           | -           | 15     | 0      |
| lug. 2012        | Senica           | SL               | 0          | 0          | CS              | 0               | 0               | UEL                | 2                  | 0                  | -           | -           | -           | 2      | 0      |
| Totale Senica    | Totale Senica    | Totale Senica    | 19         | 0          |                 | 1               | 0               |                    | 2                  | 0                  |             | -           | -           | 22     | 0      |
| lug. 2012-2013   | ViOn Z.M.        | SL               | 22         | 1          | CS              | 0               | 0               | -                  | -                  | -                  | -           | -           | -           | 22     | 1      |
| 2013-2014        | ViOn Z.M.        | SL               | 24         | 0          | CS              | 2               | 0               | -                  | -                  | -                  | -           | -           | -           | 26     | 0      |
| Totale ViOn Z.M. | Totale ViOn Z.M. | Totale ViOn Z.M. | 46         | 1          |                 | 2               | 0               |                    | -                  | -                  |             | -           | -           | 48     | 1      |
| Totale carriera  | Totale carriera  | Totale carriera  | 65         | 1          |                 | 3               | 0               |                    | 2                  | 0                  |             | -           | -           | 70     | 1      |